# Hippolytos-Maler

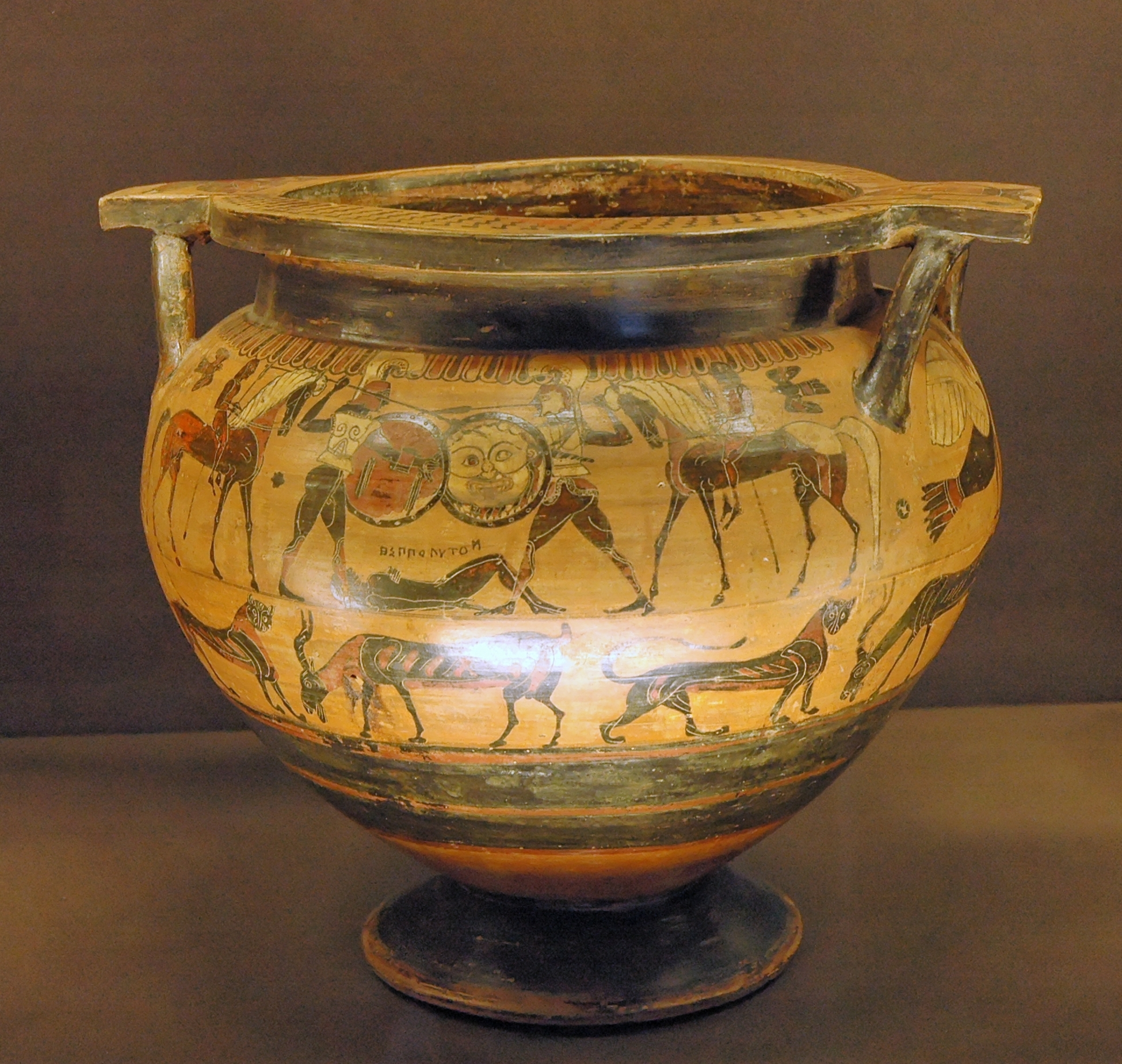
Namenvase des Hippolytos-Malers

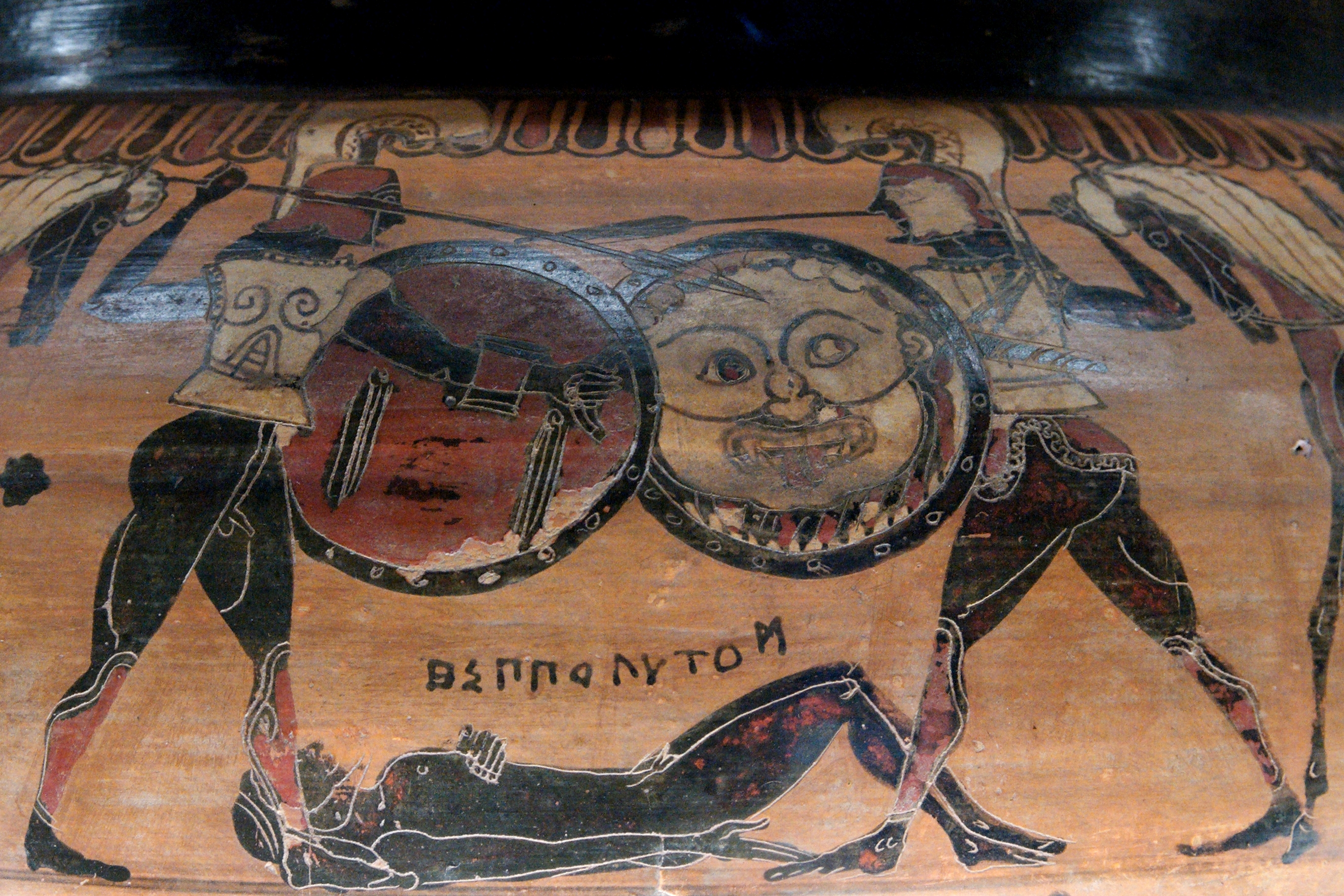
Detail der Namenvase

Hippolytos-Maler oder Maler des Hippolytoskraters ist der Notname eines spätkorinthisch-schwarzfigurigen Vasenmalers, der etwa von 575 bis nach 550 v. Chr. tätig war.
Charakteristisch für seine Malerei ist die Verwendung von weißen Lotos-Palmetten-Ornamenten und Schwänen am Hals der Vasen, Abbildungen von Reitern im Bildfries, die häufig zwei bärtige Männer mit Speeren flankieren, sowie Sirenen oder Greifen unterhalb des Hauptfrieses. Bei den dem Hippolytos-Maler sicher zugeschriebenen Vasen handelt es sich ausschließlich um Kolonettenkratere. 
Benannt ist der Hippolytos-Maler nach seiner Namenvase im Louvre in Paris, auf der ein Kampf über dem gefallenen Hippolytos dargestellt wird. Im Gegensatz zu den anderen Figuren ist dieser auf der Vase inschriftlich mit Namen (ͱιππόλυτος) genannt.
Vereinzelt werden ihm auch Amphoren, Olpai und eine Oinochoe zugeschrieben oder zumindest stilistisch in seiner Nähe verortet. Jack L. Benson, der ihn als Maler des Hippolytoskrater bezeichnete, ordnet ihm etwa einige Amphoren der Gruppe der weißen Pferde zu, die von Darrell A. Amyx jedoch in das Umfeld des Hippolyte-Malers gebracht werden.